# پادشاهی جزایر هاوایی
پادشاهی جزایر هاوایی (انگلیسی: Kingdom of Hawaii) در سال ۱۷۹۵ و پس از اتحاد یافتن جزایر مستقل هاوایی، اوآهو، مائوئی، مولوکای و لانائی تحت یک دولت واحد ایجاد شد. در سال ۱۸۱۰ دو جزیره باقی‌مانده از جزایر هاوایی یعنی کائوآئی و نیهاو به صورت داوطلبانه به پادشاهی هاوایی پیوستند. به ترتیب دودمان‌های کامه‌آمه‌ها و کالاکائوآ بر پادشاهی جزایر هاوایی حکمرانی کردند. در سال ۱۸۹۳، ملکه لیلی‌اوکالانی، آخرین حکمران پادشاهی، به وسیله کودتا سرنگون شد. در نهایت در سال ۱۸۹۴ هاوایی به خاک ایالات متحده آمریکا ضمیمه شد.